# Скалата (филм)
„Скалата“ (на английски: The Rock) е американски екшън филм от 1996 г. на режисьора Майкъл Бей.

## Актьорски състав
| Актьор            | Роля                               |
| ----------------- | ---------------------------------- |
| Шон Конъри        | Джон Патрик Мейсън                 |
| Никълъс Кейдж     | д-р Стенли Гудспийд                |
| Ед Харис          | бригаден генерал Франсис Екс Хъмел |
| Джон Спенсър      | директор Джеймс Уомак              |
| Дейвид Морз       | майор Том Бакстър                  |
| Уилям Форсайт     | специален агент Ърнест Пакстън     |
| Майкъл Бийн       | командир Андерсън                  |
| Ванеса Марсил     | Карла Песталоци                    |
| Джон Макгинли     | капитан Хендрикс                   |
| Грегъри Спорледър | капитан Фрай                       |
| Тони Тод          | капитан Дароу                      |
| Букийм Уудбайн    | сержант Крисп                      |
| Клеър Форлани     | Джейд Анджелоу                     |

## Награди и номинации
| Награда                              | Категория                             | Номиниран(и)                          | Резултат  |
| ------------------------------------ | ------------------------------------- | ------------------------------------- | --------- |
| Награди на филмовата академия на САЩ | Най-добър звук                        | Най-добър звук                        | номинация |
| Сатурн                               | Най-добър екшън или приключенски филм | Най-добър екшън или приключенски филм | номинация |
| Сатурн                               | Най-добра музика                      | Ник Глени-Смит и Ханс Цимер           | номинация |

## Дублажи
През 2003 г. Канал 1 излъчи филма с български дублаж за телевизията. Екипът се състои от:
| Превод              | Кристин Балчева                                                                       |
| Редактор            | Елка Рубиванова                                                                       |
| Тонрежисьор         | Трендафилка Немска                                                                    |
| Режисьор на дублажа | Димитър Караджов                                                                      |
| Озвучаващи артисти  | Мариана Лечева Владимир Пенев Димитър Герасимов Борис Чернев Ивайло Велчев Марин Янев |

На 7 февруари 2010 г. е излъчен по Нова телевизия с втори войсоувър дублаж на Арс Диджитал Студио. Екипът се състои от:
| Преводач             | Константин Николов                                                |
| Озвучаващи артисти   | Лина Златева Силви Стоицов Иван Танев Димитър Иванчев Васил Бинев |
| Режисьор на дублажа  | Ралица Ботева                                                     |
| Техническа обработка | Арс Дидижтал Студио                                               |
| Тонрежисьор          | Борис Драганов                                                    |